# 北会津町北後庵
北会津町北後庵（きたあいづまち きたごあん）は、福島県会津若松市の大字である。郵便番号は969-6007。

## 地理
会津若松市北西部の北会津地区（旧北会津郡北会津村域）に属する。北で北会津町大島、北会津町古麻生、北東角で北会津町新在家、東で北会津町松野、南で北会津町金屋、南西から西にかけ北会津町西後庵とそれぞれ隣接する。概ね町村制施行以前の北会津郡麻島村のうち、旧北後庵村域の流れを汲む地域である。北会津地区南西部に位置し、北端部を国道401号が東西に横断する。域内全域にわたり農地が広がり、中央部の字上川原周辺に集落が位置する。北会津地区の他大字と同様に民家がある区画のほとんどは「字」以降を付けず大字に直接番地が続く住所表記がなされる。 

### 主な字
字
- 大坪
- 上川原
- 清水台

- 地蔵屋敷
- 宮ノ腰
- 村前

## 歴史
- 1875年8月12日 -  西麻生村、大島村、北後庵村が統合され麻島村が発足する。
- 1879年1月27日 - 麻島村が福島県内における郡区町村制の施行により北会津郡の村となる。
- 1889年4月1日 - 町村制の施行により麻島村が周辺6村と合併し川南村が発足する。旧麻島村域は川南村大字麻島となる。
- 1956年5月1日 - 川南村が荒舘村と合併して北会津村が発足し、北会津村の大字となる。
- 2004年11月1日 - 北会津村が会津若松市に編入され会津若松市の大字となるのに伴い、大字麻島のうち字宮ノ腰丙、上川原丙、村前丙、地蔵屋敷丙、清水台丙、上川原および大字宮木字大坪の一部がそれぞれ北会津町大島へと変更される。

## 世帯数と人口
2024年1月1日現在の世帯数と人口は以下の通りである。
| 大字           | 世帯数 | 人口 |
| -------------- | ------ | ---- |
| 北会津町北後庵 | 10世帯 | 25人 |

## 小・中学校の学区
市立小・中学校に通う場合、学区は以下の通りとなる。
| 番地 | 小学校                 | 中学校                   |
| ---- | ---------------------- | ------------------------ |
| 全域 | 会津若松市立川南小学校 | 会津若松市立北会津中学校 |

## 交通

### 道路
- 国道401号
- 幹線二級市道23号

## 施設
- 北後庵集会所
- 白山神社